# Анхелика Вале
Анхелика Вале (на испански: Angélica Vale) е мексиканска актриса и певица.

## Биография
Анхелика Мария Вале Хартман е родена на 11 ноември 1975 г. в град Мексико. Дъщеря е на актрисата и певица Анхелика Мария и венецуелския комик Раул Вале. През 2011 г. се омъжва за бизнесмена Ото Падрон, с когото имат две деца – Анхелика Масиел и Даниел Николас.
През 2007, 2012 и 2014 г. списание People en Español я поставя в класацията си "50те най-красиви".

## Филмография

### Телевизия
- И утре ще бъде друг ден (2018) – Моника Рохас
- La fan (2017) – Валентина Перес / Валентина Кабрера Гардисабъл
- Mujeres asesinas, епизод Julia, encubridora (2009) – Хулия Еспиноса Лавиада
- Грозната Бети (2007) – Анхелика
- Най-красивата грозница (2006 – 2007) – Летисия Падия Солис / Аурора Майер де Салинас
- El privilegio de mandar (2005 – 2006) – Различни персонажи
- La Parodia (2002 – 2006) – Различни персонажи
- Пътища на любовта (2002 – 2003) – Анхелика
- Приятелки и съпернички (2001) – Уенди Найели Перес
- Soñadoras (1998 – 1999) – Хулиета
- Тайната на Алехандра (1997 – 1998) – Глория
- Благословена лъжа (1996) – Маргарита
- Любовни връзки (1995 – 1996) – Тере
- Ángeles sin paraíso (1992 – 1993)
- Ángeles blancos (1990) – Присила
- Прокълнато наследство (1986) – Адела Белтран (дете)
- Lupita (1982) – Гуадалупе Нуниес „Лупита“
- Домът, който откраднах (1981) – Аурора „Аурорита“ Веларде
- Muñeca rota (1978)
- El milagro de vivir (1975) – Алехандра (бебе)

### Театър
- Mentiras: el musical (2011 – 2015) – Даниела
- Los miserables (2004) – Епонин
- Mago de Oz. Cuento de Frank Baum (1985) – Доротеа
- Cenicienta
- Atrapada en los 60's
- Vaselina – Sandy
- Mamá Ama el Rock
- Los Tenis Rojos

### Уебновели
- No me hallo (2011) – Лус Мария Гера

### Кино
- Salsa en Tel Aviv (2011) – Виктория

#### Дублаж
- Тайната на Коко (2017) – Мама Имелда
- Ледена епоха 5: Големият сблъсък (2016) – Ели
- Un gallo con muchos huevos (2015) – Биби
- Ледена епоха 4: Континентален дрейф (2012) – Ели
- Otra Película de Huevos y Un Pollo (2009) – Биби
- Ледена епоха 3: Зората на динозаврите (2009) – Ели
- Ледена епоха 2: Разтопяването (2006) – Ели
- Una película de huevos (2006) – Биби

## Награди и номинации
Награди TVyNovelas
| Година | Категория                       | Проект                 | Резултат   |
| ------ | ------------------------------- | ---------------------- | ---------- |
| 2007   | Най-добра актриса в главна роля | Най-красивата грозница | Печели     |
| 2003   | Най-добра актриса в комедия     | La Parodia             | Печели     |
| 2002   | Най-добра актриса               | Приятелки и съпернички | Номинирана |

Награди Califa de Oro
| Година | Категория            | Теленовела             | Резултат |
| ------ | -------------------- | ---------------------- | -------- |
| 2006   | Най-добро изпълнение | Най-красивата грозница | Печели   |

Награди Bravo 2007
| Категория                       | Теленовела             | Резултат |
| ------------------------------- | ---------------------- | -------- |
| Най-добра актриса в главна роля | Най-красивата грозница | Печели   |

Награди Fama 2008
| Категория                       | Теленовела             | Резултат |
| ------------------------------- | ---------------------- | -------- |
| Най-добра актриса в главна роля | Най-красивата грозница | Печели   |

Награди Tu Mundo 2017
| Категория      | Теленовела | Резултат   |
| -------------- | ---------- | ---------- |
| Любима актриса | La fan     | Номинирана |